# Oana Ban

Oana Mihaela Ban (née le 11 janvier 1986) est une ancienne gymnaste roumaine. Elle remporte notamment la médaille d'or par équipe aux jeux olympiques d'Athènes en 2004. 